# Saint-Just-le-Martel
Pour les articles homonymes, voir Saint-Just.
Saint-Just-le-Martel est une commune française située dans le département de la Haute-Vienne, en région Nouvelle-Aquitaine. Ses habitants sont les Martellois.
Saint-Just accueille tous les ans de la fin du mois de septembre au début d'octobre, le Salon international du dessin de presse et d'humour dans son nouveau bâtiment situé route du Château d'Eau.

## Géographie

### Localisation

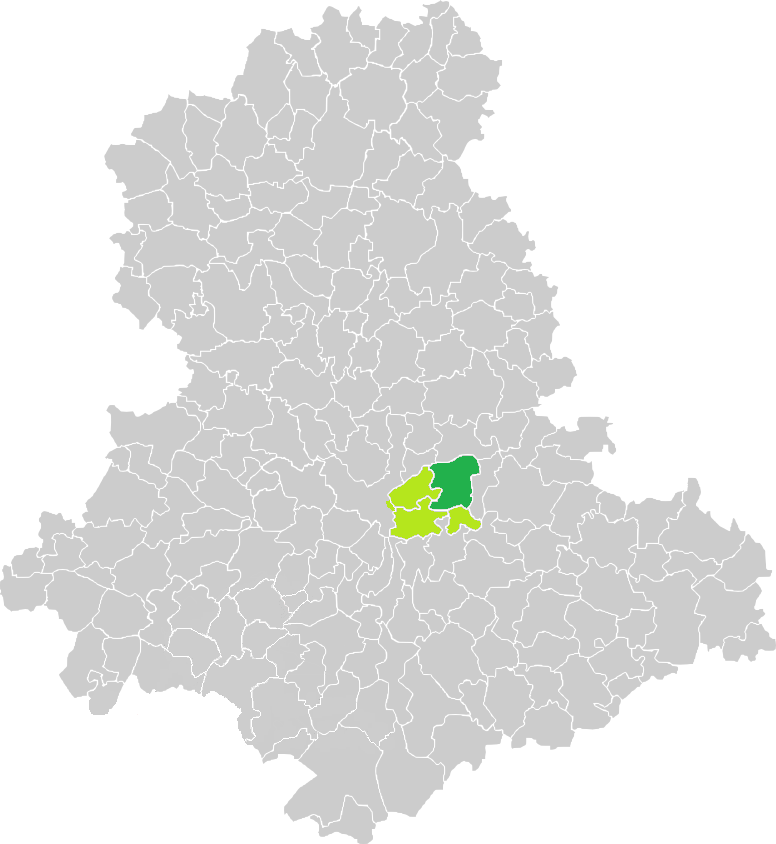
Situation de la commune de Saint-Just-le-Martel en Haute-Vienne.

La commune de Saint-Just-le-Martel est située entre la vallée de la Vienne, au nord, qui la sépare du Palais-sur-Vienne et de Saint-Priest-Taurion, et la vallée de l'Auzette, au sud, qui la sépare de Feytiat et Aureil.
Le village est situé à 9 km de l'entrée de Limoges par l'ex-RN 141.

### Communes limitrophes
Les communes limitrophes sont Aureil, Feytiat, Le Palais-sur-Vienne, Panazol, Royères et Saint-Priest-Taurion.
| Le Palais-sur-Vienne | Saint-Priest-Taurion |         |
| Panazol              | Saint-Just-le-Martel | Royères |
| Feytiat              | Aureil               |         |

À l'ouest, elle est séparée de Limoges par Panazol, et à l'est, de Saint-Léonard-de-Noblat par Royères.

### Climat
Pour des articles plus généraux, voir Climat de la Nouvelle-Aquitaine et Climat de la Haute-Vienne.
Historiquement, la commune est exposée à un climat océanique limousin.  
En 2020, Météo-France publie une typologie des climats de la France métropolitaine dans laquelle la commune est dans une zone de transition entre le climat océanique altéré et le climat de montagne et est dans la région climatique  Ouest et nord-ouest du Massif Central, caractérisée par une pluviométrie annuelle de 900 à 1 500 mm, maximale en automne et en hiver.
Pour la période 1971-2000, la température annuelle moyenne est de 11,2 °C, avec une amplitude thermique annuelle de 14,9 °C. Le cumul annuel moyen de précipitations est de 1 069 mm, avec 13,6 jours de précipitations en janvier et 7,9 jours en juillet. Pour la période 1991-2020, la température moyenne annuelle observée sur la station météorologique la plus proche, située sur la commune de Limoges à 11 km à vol d'oiseau, est de 11,8 °C et le cumul annuel moyen de précipitations est de 1 018,0 mm,. Pour l'avenir, les paramètres climatiques de la commune estimés pour 2050 selon différents scénarios d’émission de gaz à effet de serre sont consultables sur un site dédié publié par Météo-France en novembre 2022.

## Urbanisme

### Typologie
Au 1er janvier 2024, Saint-Just-le-Martel est catégorisée commune rurale à habitat dispersé, selon la nouvelle grille communale de densité à sept niveaux définie par l'Insee en 2022.
Elle est située hors unité urbaine. Par ailleurs la commune fait partie de l'aire d'attraction de Limoges, dont elle est une commune de la couronne,. Cette aire, qui regroupe 127 communes, est catégorisée dans les aires de 200 000 à moins de 700 000 habitants,.

### Occupation des sols
L'occupation des sols de la commune, telle qu'elle ressort de la base de données européenne d’occupation biophysique des sols Corine Land Cover (CLC), est marquée par l'importance des territoires agricoles (64,6 % en 2018), en diminution par rapport à 1990 (67,1 %). La répartition détaillée en 2018 est la suivante : 
zones agricoles hétérogènes (39,9 %), forêts (29,9 %), prairies (22,7 %), zones urbanisées (5 %), terres arables (2 %), eaux continentales (0,3 %), espaces verts artificialisés, non agricoles (0,1 %). L'évolution de l’occupation des sols de la commune et de ses infrastructures peut être observée sur les différentes représentations cartographiques du territoire : la carte de Cassini (XVIIIe siècle), la carte d'état-major (1820-1866) et les cartes ou photos aériennes de l'IGN pour la période actuelle (1950 à aujourd'hui).

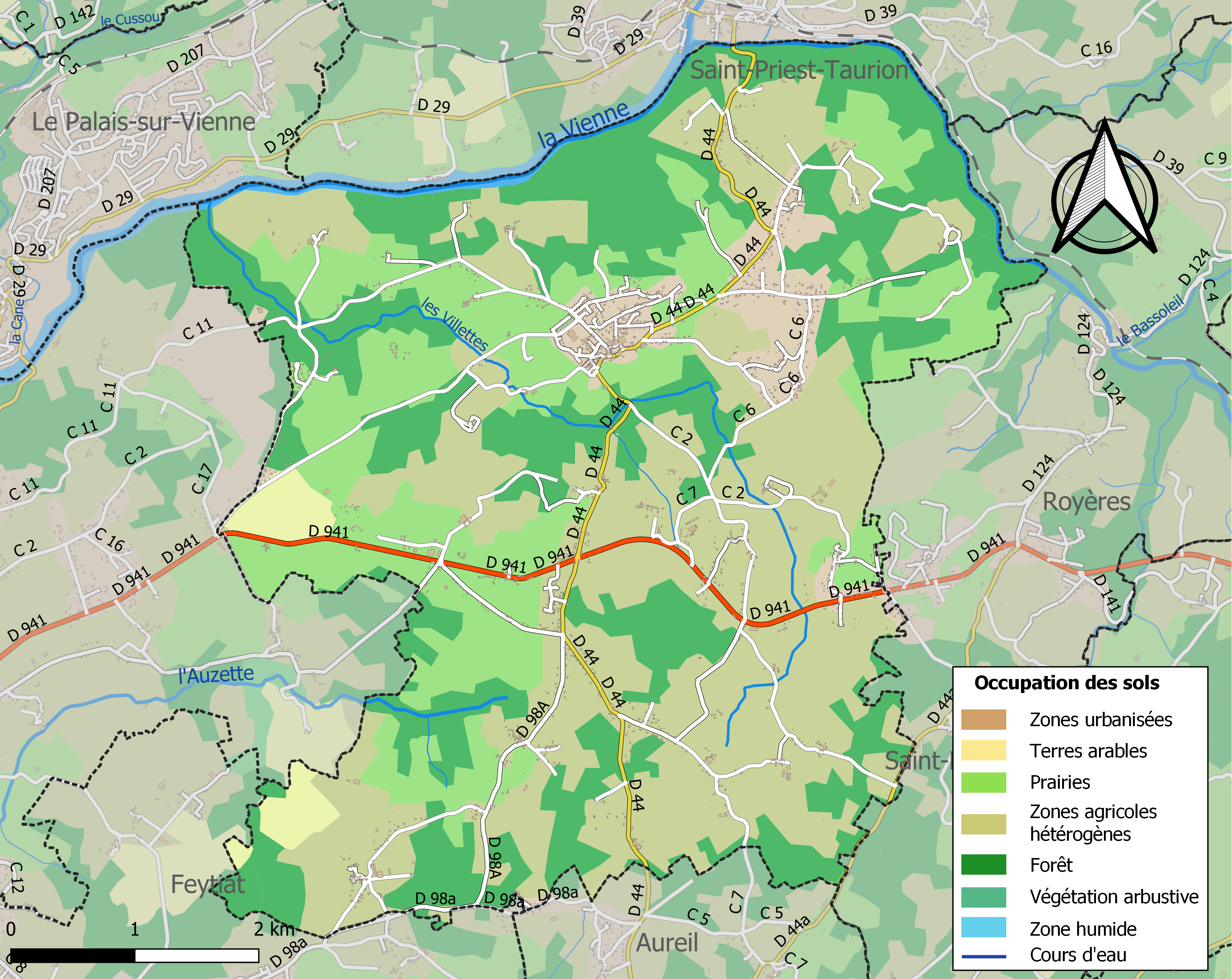
Carte des infrastructures et de l'occupation des sols de la commune en 2018 (CLC).

### Risques majeurs
Le territoire de la commune de Saint-Just-le-Martel est vulnérable à différents aléas naturels : météorologiques (tempête, orage, neige, grand froid, canicule ou sécheresse) et séisme (sismicité faible). Il est également exposé à deux risques technologiques,  le transport de matières dangereuses et la rupture d'un barrage, et à un risque particulier : le risque de radon. Un site publié par le BRGM permet d'évaluer simplement et rapidement les risques d'un bien localisé soit par son adresse soit par le numéro de sa parcelle.

#### Risques naturels

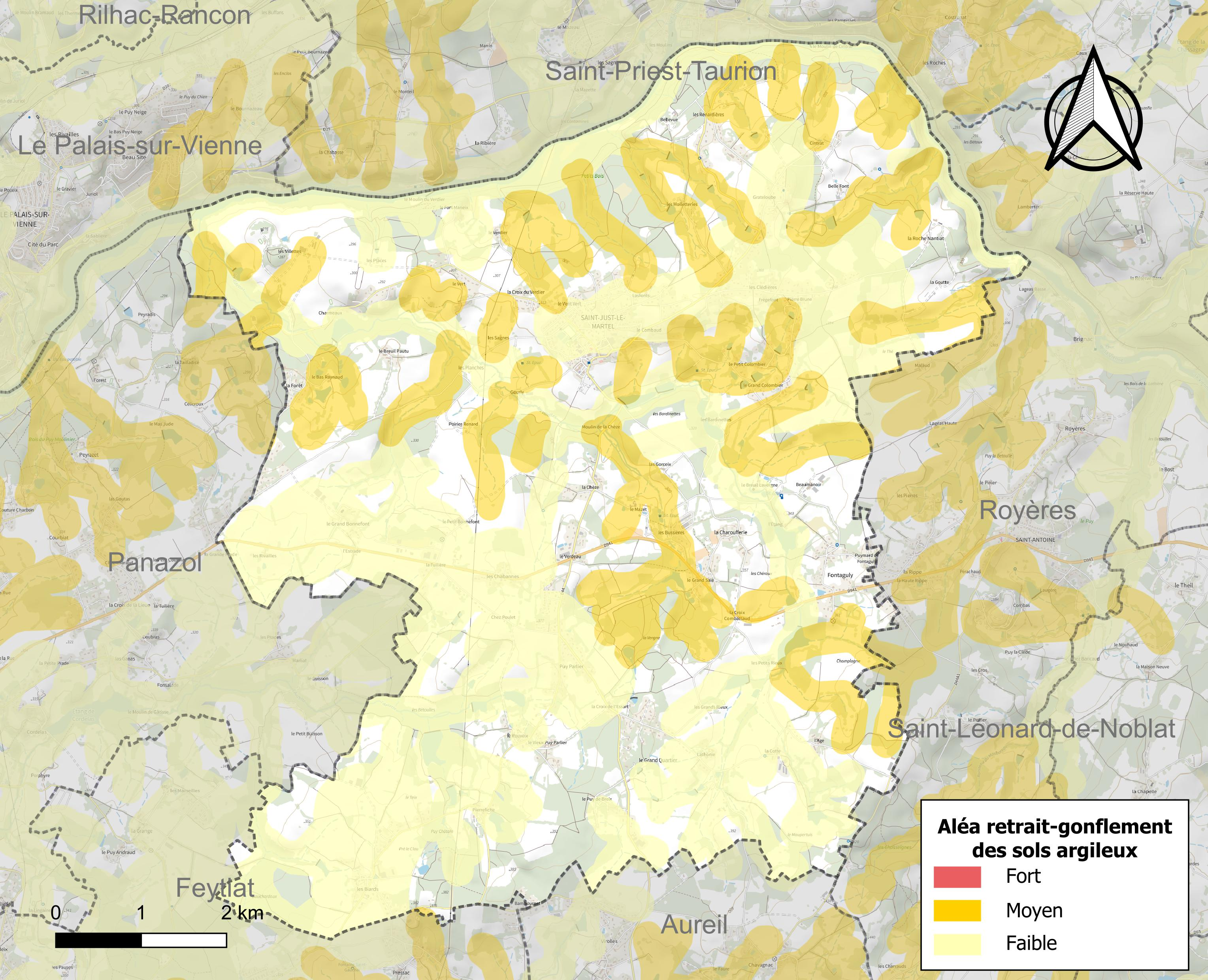
Carte des zones d'aléa retrait-gonflement des sols argileux de Saint-Just-le-Martel.

Le retrait-gonflement des sols argileux est susceptible d'engendrer des dommages importants aux bâtiments en cas d’alternance de périodes de sécheresse et de pluie. 25,4 % de la superficie communale est en aléa moyen ou fort (27 % au niveau départemental et 48,5 % au niveau national métropolitain). Depuis le 1er octobre 2020, en application de la loi ÉLAN, différentes contraintes s'imposent aux vendeurs, maîtres d'ouvrages ou constructeurs de biens situés dans une zone classée en aléa moyen ou fort,.
La commune a été reconnue en état de catastrophe naturelle au titre des dommages causés par les inondations et coulées de boue survenues en 1982, 1993 et 1999 et par des mouvements de terrain en 1999.

#### Risque technologique
La commune est en outre située en aval des barrages de Lavaud-Gelade, dans la Creuse, de Saint-Marc et de Vassivière, des ouvrages de classe A. À ce titre elle est susceptible d’être touchée par l’onde de submersion consécutive à la rupture de cet ouvrage.

#### Risque particulier
Dans plusieurs parties du territoire national, le radon, accumulé dans certains logements ou autres locaux, peut constituer une source significative d’exposition de la population aux rayonnements ionisants. Selon la classification de 2018, la commune de Saint-Just-le-Martel est classée en zone 3, à savoir zone à potentiel radon significatif.

## Toponymie
Son nom existe aussi en limousin, dialecte de l'occitan, sous la forme Sent Just.

## Histoire
(novembre 2016).
Si vous disposez d'ouvrages ou d'articles de référence ou si vous connaissez des sites web de qualité traitant du thème abordé ici, merci de compléter l'article en donnant les références utiles à sa vérifiabilité et en les liant à la section « Notes et références ».
Le nom de Saint-Just naquit vers l'an 330 et fut dès son plus jeune âge, instruit dans la religion chrétienne. Enfant, alors qu'il gardait les brebis du troupeau de son père, il lança son « marteau » et dit : « là où mon marteau tombera, là une église se bâtira ! ».
Il devint le disciple de saint-Hilaire, évêque de Poitiers. Après la mort de celui-ci, refusant de lui succéder, il revint dans son village natal au Puy Parlier, et entreprit un pèlerinage à Rome. C'est au retour, en 400, qu'atteint par les fièvres, il succomba et fut enterré là où il avait souhaité que fut construite son église.
L'église actuelle date des XIIe et XIIIe siècles. Elle possède un clocher mur typiquement limousin. Une belle châsse de 1644 renferme les reliques du saint.
À partir de 1441, la prévôté de Saint-Just fit annexée au monastère de Saint-Martial.
On ajouta le nom de Martel à Saint-Just, en 1919, pour le différencier des autres Saint-Just existant en France.
La reine de France Éléonore d'Autriche séjourna dans la maison du Prévôt le 5 novembre 1542, alors qu'elle revenait de Saint-Léonard-de-Noblat.

## Transports
- Depuis le 4 septembre 2006, la commune est desservie par une ligne de bus de la STCL 34. Depuis 2012, la ligne 7 dessert quelques arrêts sur le territoire communal. Mais depuis le 1er septembre 2016, la commune est traversée par la ligne 34 mais aussi par la nouvelle ligne 46.Un effort financier important a été fait par Limoges Métropole pour mieux desservir le territoire communal,les habitations isolées sont desservies par des taxis à partir des arrêts de bus proche.

## Politique et administration

### Liste des maires
| Période                                  | Période                  | Identité             | Étiquette | Qualité |
| ---------------------------------------- | ------------------------ | -------------------- | --------- | --- |
| mai 1945                                 | mai 1953                 | François Château     |           | |
| mai 1953                                 | mars 1965                | Léonard Grousselas   |           | |
| mars 1965                                | mars 1971                | Jean-Léonce Pommiès  |           | |
| mars 1971                                | mars 1983                | André Rouvelaud      |           | |
| mars 1983                                | mars 1989                | Monique Jouhaud      | Droite    | Conseillère régionale du Limousin |
| mars 1989                                | octobre 2014 (démission) | Gérard Vandenbroucke | PS        | Retraité de l'enseignement Conseiller régional du Limousin (2004 → 2015) 1er vice-président du conseil régional du Limousin (2010 → 2014) Président du conseil régional du Limousin (2014 → 2016) Président de Limoges Métropole (2014 → 2019) |
| novembre 2014                            | En cours                 | Joël Garestier       | PS        | Cadre supérieur Réélu pour le mandat 2020-2026 |
| Les données manquantes sont à compléter. |                          |                      |           | |

## Démographie
L'évolution du nombre d'habitants est connue à travers les recensements de la population effectués dans la commune depuis 1793. Pour les communes de moins de 10 000 habitants, une enquête de recensement portant sur toute la population est réalisée tous les cinq ans, les populations de référence des années intermédiaires étant quant à elles estimées par interpolation ou extrapolation. Pour la commune, le premier recensement exhaustif entrant dans le cadre du nouveau dispositif a été réalisé en 2008.

En 2022, la commune comptait 2 654 habitants, en évolution de −1,12 % par rapport à 2016 (Haute-Vienne : −0,68 %, France hors Mayotte : +2,11 %).
| 1793  | 1800 | 1806 | 1821  | 1831  | 1836  | 1841  | 1846  | 1851  |
| ----- | ---- | ---- | ----- | ----- | ----- | ----- | ----- | ----- |
| 1 074 | 915  | 907  | 1 060 | 1 149 | 1 193 | 1 196 | 1 309 | 1 332 |

| 1856  | 1861  | 1866  | 1872  | 1876  | 1881  | 1886  | 1891  | 1896  |
| ----- | ----- | ----- | ----- | ----- | ----- | ----- | ----- | ----- |
| 1 249 | 1 245 | 1 237 | 1 227 | 1 316 | 1 320 | 1 404 | 1 421 | 1 407 |

| 1901  | 1906  | 1911  | 1921  | 1926  | 1931  | 1936  | 1946  | 1954  |
| ----- | ----- | ----- | ----- | ----- | ----- | ----- | ----- | ----- |
| 1 365 | 1 340 | 1 315 | 1 227 | 1 153 | 1 083 | 1 079 | 1 017 | 1 063 |

| 1962 | 1968  | 1975  | 1982  | 1990  | 1999  | 2006  | 2008  | 2013  |
| ---- | ----- | ----- | ----- | ----- | ----- | ----- | ----- | ----- |
| 965  | 1 044 | 1 213 | 1 530 | 1 825 | 1 959 | 2 299 | 2 399 | 2 650 |

| 2018  | 2022  | - | - | - | - | - | - | - |
| ----- | ----- | - | - | - | - | - | - | - |
| 2 670 | 2 654 | - | - | - | - | - | - | - |

## Économie
- Le maroquinier Hermès y possède une manufacture.

## Lieux et monuments
- Église Saint-Just de Saint-Just-le-Martel du XIIIe siècle. L'édifice a été inscrit au titre des monuments historiques en 1986[27].
- Centre international du dessin de presse et d'humour

## Personnalités liées à la commune
- Saint-Just
- Éléonore d'Autriche
- Gérard Vandenbroucke

## Pour approfondir